# 広島県第7区
広島県第7区（ひろしまけんだいななく）は、日本の衆議院議員総選挙における選挙区。1994年（平成6年）の公職選挙法改正で設置。

## 区域
2022年（令和4年）の公職選挙法改正で廃止され、そのまま新しい6区となった。2022年の小選挙区改定までの6区とは全く別の選挙区である。
2013年（平成25年）公職選挙法改正から2022年の小選挙区改定までの区域は以下のとおりである。
- 福山市

当初は1市3郡4町で構成されていたが、平成の大合併で中国地方及び広島県では唯一、全国でも数少ない単一自治体で構成される選挙区になった。これは6区となった現在でも変わりがない。
1994年（平成6年）公職選挙法改正から2013年の小選挙区改定までの区域は以下のとおりである。
- 福山市
- 沼隈郡
- 深安郡
- 芦品郡

## 歴史
中選挙区時代から宮澤喜一元首相が当選を重ね強固な地盤を持っていた。小選挙区制導入後初めて実施された第41回衆議院議員総選挙では、宮澤が新進党の柳田稔を大差で下した（柳田はその後参院に転出）。2000年の第42回衆議院議員総選挙では、中曽根康弘・宮澤喜一の両元首相は当時の加藤紘一幹事長から「終身1位」の確約を得て、比例区へ転出。喜一は選挙区を甥の洋一に譲った（後にこの「終身1位」の約束は小泉純一郎首相によって破られ、喜一は2003年の選挙に出馬せず引退した）。
洋一は小選挙区で3選したものの、民主党の候補に2度比例復活を許すなどかつての自民党の強さに陰りが見えており、2009年の第45回衆議院議員総選挙では民主党候補の和田隆志の前に比例復活もできずに落選。翌年、参議院議員へ転出した。2012年の第46回衆議院議員総選挙では、自民党と洋一の全面的な応援を受けた新人小林史明が初当選し、自民党が議席を奪還。続く2014年の第47回衆議院議員総選挙・2017年の第48回衆議院議員総選挙・2021年の第49回衆議院議員総選挙に加え、新たな6区となった（後述）2024年の第50回衆議院議員総選挙でも小林が当選を果たしている。5回の選挙とも、小林は次点の候補者にダブルスコアかそれに近い差を付け、49回（7区としての最後の選挙）ではほぼトリプルスコアの差まで付けており、保守王国の復活が顕著になっている。
前述の通り、第50回衆議院議員総選挙では広島県内の選挙区が7から6に削減されたことから、当選挙区は新たな広島県第6区となっている。

## 小選挙区選出議員
| 選挙名                 | 年     | 当選者   | 党派       |
| ---------------------- | ------ | -------- | ---------- |
| 第41回衆議院議員総選挙 | 1996年 | 宮澤喜一 | 自由民主党 |
| 第42回衆議院議員総選挙 | 2000年 | 宮澤洋一 | 自由民主党 |
| 第43回衆議院議員総選挙 | 2003年 | 宮澤洋一 | 自由民主党 |
| 第44回衆議院議員総選挙 | 2005年 | 宮澤洋一 | 自由民主党 |
| 第45回衆議院議員総選挙 | 2009年 | 和田隆志 | 民主党     |
| 第46回衆議院議員総選挙 | 2012年 | 小林史明 | 自由民主党 |
| 第47回衆議院議員総選挙 | 2014年 | 小林史明 | 自由民主党 |
| 第48回衆議院議員総選挙 | 2017年 | 小林史明 | 自由民主党 |
| 第49回衆議院議員総選挙 | 2021年 | 小林史明 | 自由民主党 |

## 選挙結果
時の内閣：第1次岸田内閣 解散日：2021年10月14日 公示日：2021年10月19日
当日有権者数：38万2135人 最終投票率：49.35%（前回比：0.85%） （全国投票率：55.93%（2.25%））
| 当落 | 候補者名 | 年齢 | 所属党派   | 新旧 | 得票数    | 得票率 | 惜敗率 | 推薦・支持 | 重複 |
| ---- | -------- | ---- | ---------- | ---- | --------- | ------ | ------ | ---------- | ---- |
| 当   | 小林史明 | 38   | 自由民主党 | 前   | 123,396票 | 66.45% | ――     | 公明党推薦 | ○    |
|      | 佐藤広典 | 45   | 立憲民主党 | 新   | 45,520票  | 24.51% | 36.89% |            | ○    |
|      | 村井明美 | 73   | 日本共産党 | 新   | 11,580票  | 6.24%  | 9.38%  |            |      |
|      | 橋本加代 | 48   | 無所属     | 新   | 5,207票   | 2.80%  | 4.22%  |            | ×    |

時の内閣：第3次安倍第3次改造内閣 解散日：2017年9月28日 公示日：2017年10月10日
当日有権者数：38万5208人 最終投票率：48.50%（前回比：0.99%） （全国投票率：53.68%（1.02%））
| 当落 | 候補者名 | 年齢 | 所属党派   | 新旧 | 得票数    | 得票率 | 惜敗率 | 推薦・支持 | 重複 |
| ---- | -------- | ---- | ---------- | ---- | --------- | ------ | ------ | ---------- | ---- |
| 当   | 小林史明 | 34   | 自由民主党 | 前   | 110,547票 | 60.46% | ――     | 公明党推薦 | ○    |
|      | 佐藤広典 | 41   | 希望の党   | 新   | 54,898票  | 30.03% | 49.66% |            | ○    |
|      | 重村幸司 | 66   | 日本共産党 | 新   | 17,384票  | 9.51%  | 15.73% |            |      |

時の内閣：第2次安倍改造内閣 解散日：2014年11月21日 公示日：2014年12月2日
当日有権者数：37万7312人 最終投票率：47.51%（前回比：5.98%） （全国投票率：52.66%（6.66%））
| 当落 | 候補者名 | 年齢 | 所属党派   | 新旧 | 得票数    | 得票率 | 惜敗率 | 推薦・支持 | 重複 |
| ---- | -------- | ---- | ---------- | ---- | --------- | ------ | ------ | ---------- | ---- |
| 当   | 小林史明 | 31   | 自由民主党 | 前   | 101,809票 | 58.24% | ――     | 公明党推薦 | ○    |
|      | 村田享子 | 31   | 民主党     | 新   | 40,000票  | 22.88% | 39.29% |            | ○    |
|      | 坂元大輔 | 32   | 次世代の党 | 前   | 18,186票  | 10.40% | 17.86% |            | ○    |
|      | 小浜一輝 | 58   | 日本共産党 | 新   | 14,811票  | 8.47%  | 14.55% |            |      |

- 村田は第26回参議院議員通常選挙に立憲民主党公認で立候補し比例区で当選。

時の内閣：野田第3次改造内閣 解散日：2012年11月16日 公示日：2012年12月4日
当日有権者数：37万6742人 最終投票率：53.49%（前回比：14.37%） （全国投票率：59.32%（9.96%））
| 当落 | 候補者名 | 年齢 | 所属党派     | 新旧 | 得票数   | 得票率 | 惜敗率 | 推薦・支持     | 重複 |
| ---- | -------- | ---- | ------------ | ---- | -------- | ------ | ------ | -------------- | ---- |
| 当   | 小林史明 | 29   | 自由民主党   | 新   | 93,491票 | 47.52% | ――     | 公明党推薦     | ○    |
|      | 和田隆志 | 49   | 民主党       | 前   | 52,543票 | 26.71% | 56.20% | 国民新党推薦   | ○    |
| 比当 | 坂元大輔 | 30   | 日本維新の会 | 新   | 38,919票 | 19.78% | 41.63% | みんなの党推薦 | ○    |
|      | 神原卓志 | 56   | 日本共産党   | 新   | 11,777票 | 5.99%  | 12.60% |                |      |

時の内閣：麻生内閣 解散日：2009年7月21日 公示日：2009年8月18日
当日有権者数：374人 最終投票率：67.86% （全国投票率：69.28%（1.77%））
| 当落 | 候補者名 | 年齢 | 所属党派   | 新旧 | 得票数    | 得票率 | 惜敗率 | 推薦・支持 | 重複 |
| ---- | -------- | ---- | ---------- | ---- | --------- | ------ | ------ | ---------- | ---- |
| 当   | 和田隆志 | 46   | 民主党     | 前   | 133,871票 | 53.75% | ――     |            | ○    |
|      | 宮澤洋一 | 59   | 自由民主党 | 前   | 111,321票 | 44.69% | 83.16% |            | ○    |
|      | 植松満雄 | 50   | 幸福実現党 | 新   | 3,879票   | 1.56%  | 2.90%  |            |      |

- 宮澤は第22回参議院議員通常選挙に立候補し、当選。

時の内閣：第2次小泉改造内閣 解散日：2005年8月8日 公示日：2005年8月30日 （全国投票率：67.51%（7.65%））
| 当落 | 候補者名   | 年齢 | 所属党派   | 新旧 | 得票数    | 得票率 | 惜敗率 | 推薦・支持 | 重複 |
| ---- | ---------- | ---- | ---------- | ---- | --------- | ------ | ------ | ---------- | ---- |
| 当   | 宮澤洋一   | 55   | 自由民主党 | 前   | 122,465票 | 50.83% | ――     |            | ○    |
|      | 和田隆志   | 42   | 民主党     | 前   | 104,009票 | 43.17% | 84.93% |            | ○    |
|      | 森川美紀恵 | 55   | 日本共産党 | 新   | 14,444票  | 6.00%  | 11.79% |            |      |

- 和田は2008年、平岡秀夫の補欠選挙立候補に伴う自動失職で繰り上げ当選。

時の内閣：第1次小泉第2次改造内閣 解散日：2003年10月10日 公示日：2003年10月28日 （全国投票率：59.86%（2.63%））
| 当落 | 候補者名   | 年齢 | 所属党派   | 新旧 | 得票数   | 得票率 | 惜敗率 | 推薦・支持 | 重複 |
| ---- | ---------- | ---- | ---------- | ---- | -------- | ------ | ------ | ---------- | ---- |
| 当   | 宮澤洋一   | 53   | 自由民主党 | 前   | 90,487票 | 45.69% | ――     |            | ○    |
| 比当 | 和田隆志   | 40   | 民主党     | 新   | 73,252票 | 36.99% | 80.95% |            | ○    |
|      | 山田敏雅   | 54   | 無所属     | 元   | 23,185票 | 11.71% | 25.62% |            | ×    |
|      | 森川美紀恵 | 53   | 日本共産党 | 新   | 11,100票 | 5.61%  | 12.27% |            |      |

- 山田は民主党の公認を得られず、無所属で立候補。

時の内閣：第1次森内閣 解散日：2000年6月2日 公示日：2000年6月13日 （全国投票率：62.49%（2.84%））
| 当落 | 候補者名   | 年齢 | 所属党派   | 新旧 | 得票数    | 得票率 | 惜敗率 | 推薦・支持 | 重複 |
| ---- | ---------- | ---- | ---------- | ---- | --------- | ------ | ------ | ---------- | ---- |
| 当   | 宮澤洋一   | 50   | 自由民主党 | 新   | 112,145票 | 55.68% | ――     |            | ○    |
| 比当 | 山田敏雅   | 50   | 民主党     | 新   | 68,500票  | 34.01% | 61.08% |            | ○    |
|      | 森川美紀恵 | 50   | 日本共産党 | 新   | 20,765票  | 10.31% | 18.52% |            |      |

- 山田は2003年7月に福山市長選挙に出馬するために民主党を離党し、辞職。その後、福山市長選挙には落選。

時の内閣：第1次橋本内閣 解散日：1996年9月27日 公示日：1996年10月8日 （全国投票率：59.65%（8.11%））
| 当落 | 候補者名   | 年齢 | 所属党派   | 新旧 | 得票数   | 得票率 | 惜敗率 | 推薦・支持 | 重複 |
| ---- | ---------- | ---- | ---------- | ---- | -------- | ------ | ------ | ---------- | ---- |
| 当   | 宮澤喜一   | 77   | 自由民主党 | 前   | 95,045票 | 47.33% | ――     |            | ○    |
|      | 柳田稔     | 41   | 新進党     | 前   | 69,603票 | 34.66% | 73.23% |            |      |
|      | 高橋晋作   | 63   | 新社会党   | 新   | 21,240票 | 10.58% | 22.35% |            | ○    |
|      | 清水松太郎 | 63   | 日本共産党 | 新   | 14,915票 | 7.43%  | 15.69% |            |      |

- 柳田は第18回参議院議員通常選挙に立候補し、当選。